# Campo Louis Ribolla
Il Centro sportivo "Louis Ribolla" è un complesso sportivo, dotato di campo da calcio regolamentare, che si trova a Palermo, tra i quartieri Borgo Nuovo, Passo di Rigano e Uditore. 
Deve la sua fama, in particolare, al profondo legame con il calciatore e capocannoniere del Mondiale 1990 Salvatore Schillaci, che su questo terreno iniziò la sua carriera e che poi, dopo il ritiro, lo prese in gestione creandovi una scuola calcio.

## Storia
Il complesso è intitolato a Louis Ribolla, portiere siculoamericano del Palermo dal 1912 alla prima guerra mondiale, protagonista delle vittorie dei rosanero nella Coppa Lipton. Prima di essere intitolato a Ribolla, il campo era stato dedicato a Enrico Ferruzza.
Tra gli anni settanta ed ottanta il campo ospitò le partite dell'Amat Palermo, la squadra della municipalizzata dei trasporti palermitana. Proprio in questa compagine iniziò la carriera di Salvatore Schillaci, acquistato dal Messina nel 1982. Altri calciatori ad aver calcato il campo come giocatori dell'Amat Palermo sono stati Carmelo Mancuso, Giuseppe Accardi e Massimo Taibi.
Dopo il ritiro dal calcio giocato, proprio Salvatore Schillaci prese in gestione il complesso, ristrutturandolo e fondandovi una scuola calcio nella quale si sono formati anche calciatori divenuti professionisti, tra cui Francesco Di Mariano (nipote dello stesso Schillaci) ed Antonio Di Gaudio. Il 20 settembre 2024, giorno dei funerali di Salvatore Schillaci, il Ribolla è stato una delle tappe dell'ultimo saluto della città al feretro del campione.
Nel corso degli anni il campo, oggi in erba sintetica, ha ospitato tornei, formazioni giovanili, nonché le gare interne di alcune squadre del Palermitano partecipanti ai campionati dilettantistici.

## Struttura
Il complesso ospita un campo da calcio regolamentare in erba sintetica, oltre a campi di allenamento e padel.